# Basilica di Notre-Dame de la Daurade
La basilica di Notre-Dame de la Daurade (in francese: basilique Notre-Dame la Daurade o semplicemente basilique de la Daurade) è una chiesa cattolica di Tolosa, nel dipartimento dell'Alta Garonna. La chiesa si trova lungo la Garonna ed ha il titolo di basilica minore dal 1876. Dal 1963 è considerata monumento storico di Francia.